# Boa Vista da Aparecida
Boa Vista da Aparecida é um município brasileiro localizado na região Oeste do estado do Paraná. Sua população é estimada em 7 998 habitantes, conforme dados do Instituto Brasileiro de Geografia e Estatística (IBGE).
A distância rodoviária até a capital administrativa estadual é de 487 km.